# مدح‌شدگان حافظ
مدح‌شدگان حافظ یا ممدوحان حافظ کسانی هستند که حافظ، شاعر ایرانی قرن هشتم هجری، در اشعار خود صراحتاً آنها را ستایش یا از آنها به نیکی یاد کرده‌است. حافظ  به دربار امیران محلی رفت‌آمد داشت و به تبع آن غزلیات فراوانی در مدح افراد مختلف سروده‌است. وی گاهی در یک یا دو بیت از غزل به مدح پرداخته و گاهی کل غزل را به مدح اختصاص داده‌است که در این حالت اصطلاحات مربوط به «معشوق» را دربارهٔ ممدوح به کار برده‌است، به‌طوری که به نظر می‌رسد شعر دربارهٔ معشوق است. در بسیاری از موارد نام ممدوح را در شعر خود نیاورده و تنها با استفاده از قرائن و شواهد می‌توان حدس زد که منظور نظر حافظ کدام شخص بوده‌است.
دوران حکومت کوتاه و بیست‌سالهٔ آل اینجو بازتاب ویژه‌ای در شعرِ حافظ داشت؛ به‌جز غزل‌ها و قطعه‌های سروده‌شده برای غیاث‌الدین کیخسرو و جلال‌الدین مسعودشاه، حافظ اشعار متعددی دربارهٔ شاه ابواسحاق دارد و از دوران حکومت او به نیکی یاد کرده‌است. اما با شروع دوران حکومت امیر مبارزالدین که بازار زهدفروشی و ظاهرپرستی رونق گرفت، حافظ نه تنها امیر مبارزالدین را مدح نکرد، بلکه با طعنه و کنایه، او را محتسب خوانده‌است. پس از این دوران، روزگار شاه شجاع آغاز شد که خود شاعر و اهل تساهل و تسامح بود و حافظ سروده‌های زیادی در مورد وی و روزگارش دارد. برپایهٔ پژوهش قاسم غنی، ۱۲۳ مورد از همهٔ سروده‌های حافظ به شاه شجاع اشاره دارند که در ۸ مورد از آن‌ها، نام یا کنیهٔ شاه شجاع در شعر ذکر شده‌است. حافظ در مورد برخی دیگر از حاکمان شیراز و سایر سرزمین‌ها نیز ابیاتی تمجیدآمیز دارد، اما مهم‌ترین ممدوح حافظ پس از شاه شجاع، برادرزادهٔ شاه شجاع به‌نام شاه منصور است که حافظ به وی دلبستگی ویژه‌ای داشت و بارها با نام بردن از او، نکویی‌هایش را ستود. حافظ همچنین در مورد وزیران، بزرگان معاصر خود نیز اشعاری دارد.
حافظ در هردو زمینهٔ غزل و مدیحه انقلابی ایجاد کرد و جایگاهی برای غزل آفرید که پیشتر به قصیده اختصاص داشت. حافظ مانند دیگر شاعران، برای بلندپایگان شیراز مدیحه می‌سرود، اما به جای قصیده، از غزل استفاده می‌کرد. از آنجا که غزل بسیار کوتاه‌تر است، مدیحه به یک یا دو بیت در غزل محدود می‌شد و سایر بیت‌ها دربردارندهٔ عناصر عشق و بزم‌پرستی بودند. بنابراین، استعاره‌های کام‌گرایانه به محیط واقعی پیوند زده می‌شد؛ چنان‌که به تعبیر ریپکا، در شعر حافظ معشوق همان ممدوح بود.

## فهرست مدح‌شدگان
در این فهرست، نام افرادی از معاصران حافظ آمده‌است که حافظ در اشعار خود، صراحتاً نام آن‌ها را ذکر کرده‌است. 
| نام مدح شونده                              | جایگاه مدح‌شونده                    | قالب شعر | مدح/توصیف | منبع          |
| ------------------------------------------ | ---------------------------------- | -------- | --- | ------------- |
| جلال‌الدین مسعودشاه (درگذشتهٔ ۷۴۳ قمری)      | فرمانروای شیراز از خاندان آل اینجو | قطعه     | خسروا دادگرا شیردلا بحر کفا ای جلال تو به انواع هنر ارزانی همه آفاق گرفت و همه اطراف گشاد صیت مسعودی و آوازه شه‌سلطانی ...متن کامل             | [ ۸ ]         |
| شیخ ابواسحاق (درگذشتهٔ ۷۵۸ قمری)            | فرمانروای شیراز از خاندان آل اینجو | قصیده    | ...جمال چهرهٔ اسلام شیخ ابواسحاق که ملک در قدمش زیب بستان گیرد چراغ دیدهٔ محمود، آن که دشمن را ز برق تیغ وی آتش به دودمان گیرد ...متن کامل      | [ ۹ ]         |
| شیخ ابواسحاق (درگذشتهٔ ۷۵۸ قمری)            | فرمانروای شیراز از خاندان آل اینجو | غزل      | ...راستی خاتم فیروزهٔ بواسحاقی خوش درخشید ولی دولت مستعجل بود ...متن کامل                                                                      | [ ۹ ]         |
| شیخ ابواسحاق (درگذشتهٔ ۷۵۸ قمری)            | فرمانروای شیراز از خاندان آل اینجو | غزل      | ...پیش از این کاین نُه رواق چرخ اخضر برکشند دور شاه کامگار و عهد ابواسحاق بود ...متن کامل                                                      | [ ۹ ]         |
| شیخ ابواسحاق (درگذشتهٔ ۷۵۸ قمری)            | فرمانروای شیراز از خاندان آل اینجو | قطعه     | به عهد سلطنت شاه شیخ ابواسحاق به پنج شخص عجب ملک فارس بود آباد ...متن کامل                                                                    | [ ۹ ]         |
| شیخ ابواسحاق (درگذشتهٔ ۷۵۸ قمری)            | فرمانروای شیراز از خاندان آل اینجو | قطعه     | ...خسرو روی زمین قوس زمان بواسحاق که به مه طلعت او نازد و خندد بر گل ...متن کامل                                                              | [ ۹ ]         |
| شاه شجاع (درگذشتهٔ ۷۸۶ قمری)                | فرمانروای شیراز از خاندان مظفر     | غزل      | سحر ز هاتف غیبم رسید مژده به گوش که دور شاه شجاع است می بنوش ...                                                                              | [ ۱۰ ]        |
| شاه شجاع (درگذشتهٔ ۷۸۶ قمری)                | فرمانروای شیراز از خاندان مظفر     | غزل      | ...خیال آب خضر بست و جام کیخسرو به جرعه‌نوشی سلطان ابوالفوارس شد متن کامل                                                                      | [ ۱۰ ]        |
| شاه شجاع (درگذشتهٔ ۷۸۶ قمری)                | فرمانروای شیراز از خاندان مظفر     | غزل      | زمان شاه شجاع است و دور حکمت و شرع به راحت دل و جان کوش در صباح و رواح                                                                        | [ ۱۰ ]        |
| شاه شجاع (درگذشتهٔ ۷۸۶ قمری)                | فرمانروای شیراز از خاندان مظفر     | غزل      | قسم به حشمت و جاه و جلال شاه شجاع که نیست با کسم از بهر مال و جاه نزاع ... جبین و چهرهٔ حافظ خدا جدا نکند ز خاک بارگه کبریای شاه شجاع متن کامل | [ ۱۰ ]        |
| شاه شجاع (درگذشتهٔ ۷۸۶ قمری)                | فرمانروای شیراز از خاندان مظفر     | غزل      | به فر دولت گیتی‌فروز شاه شجاع که هست در نظر من جهان حقیر متاع ...                                                                              | [ ۱۰ ]        |
| شاه شجاع (درگذشتهٔ ۷۸۶ قمری)                | فرمانروای شیراز از خاندان مظفر     | غزل      | ...مظهر لطف ازل روشنی چشم امل جامع علم و امل جان جهان شاه شجاع متن کامل                                                                       | [ ۱۰ ]        |
| شاه شجاع (درگذشتهٔ ۷۸۶ قمری)                | فرمانروای شیراز از خاندان مظفر     | غزل      | ...داور دین شاه شجاع آن که کرد روح قدس حلقهٔ امرش به گوش ...متن کامل                                                                           | [ ۱۰ ]        |
| شاه شجاع (درگذشتهٔ ۷۸۶ قمری)                | فرمانروای شیراز از خاندان مظفر     | قصیده    | ...دارای دهر شاه شجاع آفتاب ملک خاقان کامکار و شهنشاه نوجوان ...متن کامل                                                                      | [ ۱۰ ]        |
| شاه یحیی (درگذشتهٔ ۷۹۵ قمری)                | فرمانروای شیراز از خاندان مظفر     | غزل      | دارای جهان نصرت دین خسرو کامل یحیی بن مظفر ملک عالم عادل ...متن کامل                                                                          | [ ۱۱ ]        |
| شاه یحیی (درگذشتهٔ ۷۹۵ قمری)                | فرمانروای شیراز از خاندان مظفر     | غزل      | ...گویی برفت حافظ از یاد شاه یحیی یارب به یادش آور درویش پروریدن متن کامل                                                                     | [ ۱۱ ]        |
| شاه یحیی (درگذشتهٔ ۷۹۵ قمری)                | فرمانروای شیراز از خاندان مظفر     | غزل      | ...فلک جنیبه‌کش شاه نصرت‌الدین است بیا ببین ملکش دست در رکاب زده ...متن کامل                                                                    | [ ۱۱ ]        |
| شاه یحیی (درگذشتهٔ ۷۹۵ قمری)                | فرمانروای شیراز از خاندان مظفر     | غزل      | ...نصرت‌الدین شاه یحیی آنکه خصم ملک را از دم شمشیر چون آتش در شراب انداختی ...متن کامل                                                         | [ ۱۱ ]        |
| شاه یحیی (درگذشتهٔ ۷۹۵ قمری)                | فرمانروای شیراز از خاندان مظفر     | غزل      | ...گر نکردی نصرت دین شاه یحیی از کرم کار ملک و دین ز نظم و اتساق افتاده بود ...متن کامل                                                       | [ ۱۱ ]        |
| شاه منصور (درگذشتهٔ ۷۹۵ قمری)               | فرمانروای شیراز از خاندان مظفر     | غزل      | بیا که رایت منصور شاه رسید نوید فتح و بشارت به مهر و ماه رسید ...متن کامل                                                                     | [ ۱۲ ]        |
| شاه منصور (درگذشتهٔ ۷۹۵ قمری)               | فرمانروای شیراز از خاندان مظفر     | غزل      | ...شهنشاه مظفرفر شجاع ملک و دین منصور که جود بی‌دریغش خنده بر ابر بهاران زد ...متن کامل                                                        | [ ۱۲ ]        |
| شاه منصور (درگذشتهٔ ۷۹۵ قمری)               | فرمانروای شیراز از خاندان مظفر     | غزل      | ...به یمن دولت منصورشاهی علم شد حافظ اندر نظم اشعار ...متن کامل                                                                               | [ ۱۲ ]        |
| شاه منصور (درگذشتهٔ ۷۹۵ قمری)               | فرمانروای شیراز از خاندان مظفر     | غزل      | ...شاه منصور واقف است که ما روی همت به هر کجا که نهیم دشمنان را ز خون کفن سازیم دوستان را قبای فتح دهیم ...متن کامل                           | [ ۱۲ ]        |
| شاه منصور (درگذشتهٔ ۷۹۵ قمری)               | فرمانروای شیراز از خاندان مظفر     | غزل      | ...از مراد شاه منصور ای فلک سر بر مدار تیزی شمشیر بنگر قوت بازو ببین متن کامل                                                                 | [ ۱۲ ]        |
| شاه منصور (درگذشتهٔ ۷۹۵ قمری)               | فرمانروای شیراز از خاندان مظفر     | غزل      | ...منصور بن مظفر غازی است حرز من وز این خجسته نام بر اعدا مظفرم ...متن کامل                                                                   | [ ۱۲ ]        |
| شاه منصور (درگذشتهٔ ۷۹۵ قمری)               | فرمانروای شیراز از خاندان مظفر     | قطعه     | ...بر مسند خسروی بماناد منصور مظفر محمد ...متن کامل                                                                                           | [ ۱۲ ]        |
| سلطان اویس (درگذشتهٔ ۷۷۶ قمری)              | فرمانروای عراق از خاندان جلایری    | غزل      | ...من از جان بندهٔ سلطان اویسم اگرچه یادش از چاکر نباشد ...متن کامل                                                                            | [ ۱۳ ]        |
| سلطان احمد (درگذشتهٔ ۸۱۳ قمری)              | فرمانروای عراق از خاندان جلایری    | غزل      | احمدالله علی معدلةالسلطان احمد شیخ اویس حسن ایلکانی ...متن کامل                                                                               | [ ۱۴ ]        |
| پور پشنگ                                   | یکی از اتابکان لرستان              | غزل      | ...شوکت پور پشنگ و تیغ عالم‌گیر او در همه شهنامه‌ها شد داستان انجمن ...متن کامل                                                                 | [ ۱۵ ]        |
| قوام‌الدین حسن (درگذشتهٔ ۷۵۴ قمری)           | وزیر شیخ ابواسحاق                  | غزل      | ...دریای اخضر فلک و کشتی هلال هستند غرق نعمت حاجی قوام ما متن کامل                                                                            | [ ۱۶ ]        |
| قوام‌الدین حسن (درگذشتهٔ ۷۵۴ قمری)           | وزیر شیخ ابواسحاق                  | قطعه     | ...دیگر کریم چو حاجی قوام دریادل که نام نیک ببرد از جهان به بخشش و داد ...متن کامل                                                            | [ ۱۷ ]        |
| قوام‌الدین حسن (درگذشتهٔ ۷۵۴ قمری)           | وزیر شیخ ابواسحاق                  | غزل      | ...به رندی شهره شد حافظ میان همدمان لیکن چه غم دارم که در عالم قوام‌الدین حسن دارم متن کامل                                                    | [ ۱۸ ]        |
| عمادالدین محمود (احتمالاً درگذشتهٔ ۷۵۹ قمری) | از وزیران شیخ ابواسحاق             | غزل      | ...بخواه جام صبوحی به یاد آصف عهد وزیر ملک سلیمان عمادالدین محمود ...متن کامل                                                                 | [ ۱۹ ]        |
| مجدالدین اسماعیل                           | قاضی شیراز                         | قطعه     | ...دگر مربی اسلام شیخ مجدالدین کا قاضی‌یی بِهْ از او آسمان ندارد یاد ...متن کامل                                                                 | [ ۲۰ ]        |
| مجدالدین اسماعیل                           | قاضی شیراز                         | قطعه     | مجد دین سرور سلطان قضات اسماعیل که زدی کلک زبان‌آورش از شرع نطق ...متن کامل                                                                    | [ ۲۰ ]        |
| خواجه ابونصر برهان‌الدین (درگذشتهٔ ۷۸۰ قمری) | وزیر امیر مبارزالدین               | غزل      | ...برهان ملک و دین که ز دست وزارتش ایام کان یمین شد و دریا یسار هم ...متن کامل                                                                | [ ۲۱ ]        |
| خواجه ابونصر برهان‌الدین (درگذشتهٔ ۷۸۰ قمری) | وزیر امیر مبارزالدین               | غزل      | ...مسندفروز دولت کان شکوه و شوکت برهان ملک و ملت بونصر بوالمعالی متن کامل                                                                     | [ ۲۱ ]        |
| جلال‌الدین تورانشاه (درگذشتهٔ ۷۸١ قمری)      | وزیر شاه شجاع                      | قطعه     | آصف عهد زمان جان جهان تورانشاه که درین مزرعه جز دانهٔ خیرات نکشت ...متن کامل                                                                   | [ ۲۲ ]        |
| جلال‌الدین تورانشاه (درگذشتهٔ ۷۸١ قمری)      | وزیر شاه شجاع                      | غزل      | ...تورانشهِ خجسته که من یزید فضل شد منت مواجب او طوق گردنم متن کامل                                                                            | [ ۲۲ ]        |
| جلال‌الدین تورانشاه (درگذشتهٔ ۷۸١ قمری)      | وزیر شاه شجاع                      | غزل      | ...وفاداری و حق‌گویی نه کار هرکسی باشد غلام آصف ثانی جلال‌الحق والدینم ...متن کامل                                                              | [ ۲۲ ]        |
| قوام‌الدین محمد صاحب‌عیار (درگذشتهٔ ۷۶۴ قمری) | از وزیران دوران آل مظفر            | قطعه     | اعظم قوام دولت و دین آن که بر درش از بهر خاکبوس نمودی فلک سجود ...متن کامل                                                                    | [ ۲۳ ]        |
| قوام‌الدین محمد صاحب‌عیار (درگذشتهٔ ۷۶۴ قمری) | از وزیران دوران آل مظفر            | قطعه     | ...زمانه گر نه زر قلب داشتی کارش به دست آصف صاحب عیار بایستی ...متن کامل                                                                      | [ ۲۳ ]        |
| سلطان غیاث‌الدین                            | نامعلوم                            | غزل      | ...حافظ ز شوق مجلس سلطان غیاث دین خامش مشو که کار تو از ناله می‌رود متن کامل                                                                   | [ ۲۴ ] [ ۲۵ ] |
| شیخ بهاءالدین عثمان (درگذشتهٔ ۷۸۲ قمری)     | از امامان شافعی                    | قطعه     | بهاءالحق و الدین طاب مثواه امام سنت و شیخ جماعت ...متن کامل                                                                                   | [ ۲۶ ]        |
| خواجه کمال الدین سید ابوالوفا              | از بزرگان شیراز                    | غزل      | ...وفا از خواجگان شهر با من کمال دولت و دین بوالوفا کرد متن کامل                                                                              | [ ۲۷ ]        |
| شیخ امین‌الدین                              | از مشایخ اهل طریقت                 | قطعه     | ...گر بقیه‌ی ابدال شیخ امین‌الدین که یمن همت او کارهای بسته گشاد ...متن کامل                                                                    | [ ۲۸ ]        |
| شیخ عضدالدین                               | از بزرگان دربار ملوک شبانکاره      | قطعه     | ...دگر شهنشه دانش عضد که در تصنیف بنای کار مواقف به نام شاه نهاد ...متن کامل                                                                  | [ ۲۹ ]        |

## یادداشت
1. ↑  قاسم غنی بیت «حافظ ز شوق مجلس سلطان غیاث دین/خامش مشو که کار تو از ناله می‌رود» را مرتبط با غیاث‌الدین کیخسرو دانسته‌است. اما همهٔ محققان در این خصوص متفق‌القول نیستند.
2. ↑  اشاره به محمودشاه اینجو، پدر ابواسحاق
3. ↑  حافظ این قصیده را سرود تا به ابواسحاق که به‌دلیل شکست‌های پیاپی از امیر مبارزالدین افسرده شده بود، روحیه بدهد.
4. ↑  این غزل پس از پایان دوره حکمرانی ابواسحاق سروده شده و حاکی از تاسف حافظ از سرآمدنِ روزگار ابواسحاق است.
5. ↑  این بیت مربوط به غزل «پیش از اینت بیش ازین اندیشهٔ عشاق بود» است. اما در بسیاری از نسخه‌ها چنین بیتی گزارش نشده‌است و محمد معین احتمال می‌دهد که علت آن، احتیاطِ نسخه‌برداران بوده باشد.
6. ↑  در این قطعه، از پنج نفر یاد شده است: ابواسحاق اینجو، شیخ مجدالدین قاضی (قاضی شیراز)، شیخ امین‌الدین (از مشایخ طریقت)، شیخ عضدالدین (از بزرگان دربار ملوک شبانکاره) و حاجی قوام (وزیر شیخ ابواسحاق) نیز به نیکی یاد شده‌است.
7. ↑  قطعه‌ای که برای گزارش تاریخ قتل بواسحاق سروده شده‌است.
8. ↑  به مناسبت آغاز سلطنت شاه شجاع
9. ↑  ابوالفوارس کنیهٔ شاه شجاع است.
10. ↑  جبینه‌کش: اسب یدک (اسبی که برای کار در نوبت نگه دارند)
11. ↑  این بیت در بعضی از تصحیح‌ها مانند تصحیح خلخالی ضبط نشده‌است.
12. ↑  فرصت شیرازی و برخی حافظ‌شناسان بر این نظرند که منظور از سلطان اویس در این شعر، پسر شاه شجاع است. محمد معین این نظر را مقبول نمی‌داند.
13. ↑  محمد معین می‌گوید که حافظ این غزل را برای دلجویی از سلطان احمد به خاطر ردکردن دعوت او به عراق سرود.
14. ↑  به نظر محمد معین، احتمالاً پیراحمد بن پشنگ یا پشنگ بن سلغرشاه منظور حافظ بوده‌است.
15. ↑  در این قطعه، از پنج نفر یاد شده است: ابواسحاق اینجو، شیخ مجدالدین قاضی (قاضی شیراز)، شیخ امین‌الدین (از مشایخ طریقت)، شیخ عضدالدین (از بزرگان دربار ملوک شبانکاره) و حاجی قوام (وزیر شیخ ابواسحاق) نیز به نیکی یاد شده‌است.
16. ↑  در این قطعه، از پنج نفر یاد شده است: ابواسحاق اینجو، شیخ مجدالدین قاضی (قاضی شیراز)، شیخ امین‌الدین (از مشایخ طریقت)، شیخ عضدالدین (از بزرگان دربار ملوک شبانکاره) و حاجی قوام (وزیر شیخ ابواسحاق) نیز به نیکی یاد شده‌است.
17. ↑  این که منظور حافظ کدام غیاث‌الدین است، محل اختلاف پژوهشگران است. به قرینهٔ یکی از مصراع‌ها (زین قند پارسی که به بنگاله می‌رود)، شبلی نعمانی احتمال می‌دهد یکی از پادشاهان تغلق‌شاهی در هند منظور بوده باشد (غیاث‌الدین اعظم‌شاه). ‌قاسم غنی او را یکی از شاهزادگان آل مظفر دانسته‌است.
18. ↑  در این قطعه، از پنج نفر یاد شده است: ابواسحاق اینجو، شیخ مجدالدین قاضی (قاضی شیراز)، شیخ امین‌الدین (از مشایخ طریقت)، شیخ عضدالدین (از بزرگان دربار ملوک شبانکاره) و حاجی قوام (وزیر شیخ ابواسحاق) نیز به نیکی یاد شده‌است.
19. ↑  در این قطعه، از پنج نفر یاد شده است: ابواسحاق اینجو، شیخ مجدالدین قاضی (قاضی شیراز)، شیخ امین‌الدین (از مشایخ طریقت)، شیخ عضدالدین (از بزرگان دربار ملوک شبانکاره) و حاجی قوام (وزیر شیخ ابواسحاق) نیز به نیکی یاد شده‌است.